# Kopstem

Stembandbeweging bij gebruik van kopstem

Stembandbeweging bij gebruik van borststem

De kopstem of falset(stem) is een term uit de zangkunst die vrij algemeen wordt gebezigd maar waar veel verschillende definities en duidingen voor bestaan. Het betreft een manier van zingen waarbij hoge noten kunnen worden 'bereikt'.

## Kopstem, middenstem en borststem
De termen kopstem en borststem (ook wel modaal register, spreekstem of belting voice genoemd) verwijzen naar de plek waar men in het lichaam trillingen voelt bij een bepaald stemgebruik. Een regel die opgaat en die men zelf kan testen is de volgende: bij lage klanken voelt men de borst trillen (bij het leggen van een vlakke hand op de borst). Het maakt niet uit of deze klanken luid of niet luid zijn.
De hoge tonen zijn niet meer op deze manier waarneembaar in de borst, maar wel in het hoofd. Het maakt ook niet uit of de hoge tonen luid of niet luid zijn. Dit betekent dat alle hoge en harde klanken tot de kopstem behoren en niet alleen de niet luide, zoals meestal wordt aangenomen.
Toch zijn ooit de hoge en zachtere klanken kopstem gaan heten in de volksmond. Dit komt waarschijnlijk door het feit dat het voor de meeste zangers veel moeilijker is om hard en hoog te zingen, dan zacht en hoog. Omgekeerd behoren zachte en lage klanken ook tot de borststem (en dus niet alleen relatief luide lage klanken).
Om toch een naam te geven aan harde en hoge klanken wordt vaak gesproken van het 'mee omhoog nemen van de borststem'. Dit is feitelijk onmogelijk, omdat klanken nu eenmaal niet meer resoneren in de borst wanneer men hoog zingt.
De term middenstem, voix mixte, middenregister of mengstem is een term die is voortgekomen uit de wens om de schijnbare 'breuk' tussen de gangbare definities van borststem (laag) en kopstem (hoog) te voorkomen en juist vloeiend de ene stem in de andere te laten overlopen, zonder dat dit gepaard gaat met onbedoeld overslaan. In feite is het niet zo dat de stem in de laagte, midden en hoogte drie verschillende 'standen' kan aannemen. De stem is als elastiek en kan dus geleidelijk leren bewegen en hiermee zonder breuken of overslaan van hoog naar laag bewegen, of dit nu hard, zacht of afwisselend qua volume is. Dit heeft veel te maken met een goede stemtechniek (waaronder bijvoorbeeld ademsteun) en het leren kennen en gebruiken van de eigen stem.
Bij de zangmethode Complete Vocal Technique wordt niet meer gewerkt met bovenstaande termen. In plaats daarvan wordt gesproken van het gebruik van vier 'stemfuncties': neutral, curbing, overdrive en edge, waarbij neutral het meest overeenkomt met de traditionele opvatting van de kopstem, met het verschil dat neutral ook in de laagte gebruikt kan worden. Deze manieren van stemgebruik hebben zo hun eigen regels, karakters en volumes en staan anders dan men tot nu toe gewend was los van toonhoogte.

## Techniek
De kopstem klinkt wat dunner dan andere vormen van stemgebruik, al kan de kopstem ook zeer luid klinken. Dit wordt bereikt door een bepaalde stand in het strottenhoofd, een bepaalde sluiting van de stembanden, de mond- en kaakstand en het gebruik van specifieke klinkers.
Deze wijze van zingen wordt zowel door mannen als vrouwen toegepast. Bij mannen gebruiken tenoren hun kopstem het meest. Vooral countertenoren zingen voornamelijk met hun kopstem. Bij vrouwen zal men bij traditionele, klassieke stemvorming voornamelijk met de kopstem werken, omdat dit bij het klassieke klankideaal hoort. In moderne stemvorming kunnen vrouwen alle soorten stemgebruik leren. Door de opkomst van de R&B (Rhythm-and-blues) eind jaren negentig heeft de kopstem aan populariteit gewonnen.

## Holtes in het hoofd
Vaak wordt gedacht dat een kopstem per definitie een "dun, ijl, zacht, wellicht onnatuurlijk aandoend en wat 'vrouwelijker' klinkend soort geluid" is, waarbij de klank wordt gekarakteriseerd door het laten resoneren van geluid in de holtes in het hoofd, waardoor een bepaalde resonans ontstaat. Deze opvatting stuit op enkele bezwaren, daar het niet mogelijk is om bij- en voorhoofdholtes te betrekken bij stemgebruik. Deze holtes zijn te klein en te ontoegankelijk om door geluid bereikt te worden en een rol van betekenis te kunnen spelen (ongeveer vergelijkbaar met het openzetten van een bezemkast in de gang van een kathedraal).
Mogelijk is men ooit gaan geloven dat deze holtes daadwerkelijk resonans voortbrengen door het feit dat veel zangers trillingen ervaren in de buurt van deze holtes. Dit betekent niet dat de klank daar ook plaatsvindt. Net als bij een verbouwing bij de buren zijn de trillingen in een huis te voelen, maar dit betekent niet automatisch dat de klank ook in het huis ontstaat. De focus op het 'zingen in de holtes' kan wel een goede pedagogische aanpak zijn om een bepaald, voornamelijk klassiek klankideaal te verwezenlijken waarbij er veel resonantie, trilling of 'projectie' wordt ervaren in het hoofd. Bij mannen spreekt men soms van falsetstem of stemregister (ook wel fistelstem) in plaats van kopstem.

## Kopstemzangers en -zangeressen
Voorbeelden van zangers die vaak of regelmatig met een kopstem (algemene term) of de stemfunctie Neutral zingen zijn:
- Philip Bailey van Earth, Wind & Fire
- Justin Timberlake van *NSYNC
- Bee Gees de drie brothers Gibb
- Jeff Lynne van Electric Light Orchestra
- Pharrell Williams van The Neptunes en N.E.R.D
- Bruno Mars
- Chris Martin van Coldplay
- Mika
- Dan Smith van Bastille
- Bill van Dijk
- Cees Veerman
- John Frusciante
- King Diamond
- Phil Anselmo van Pantera
- Jón Þór Birgisson van Sigur Rós
- Neil Young

- Frank Ifield
- Jeff Buckley
- Thomas Dybdahl
- Prince
- Michael Jackson
- Gerard Joling
- Freddie Mercury en Roger Taylor van Queen
- Sting van The Police
- Matthew Bellamy van Muse
- Jimmy Somerville van Bronski Beat
- Niels van der Laan van Van der Laan & Woe
- Jason Derülo
- Geddy Lee van Rush
- Sufjan Stevens
- Thom Yorke van Radiohead

- Brian Johnson van AC/DC
- Bono van U2
- Rob Halford van Judas Priest
- Bruce Dickinson van Iron Maiden
- Brian Wilson van The Beach Boys
- Josh Homme van Queens of the Stone Age
- Alides Hidding van Time Bandits
- The Dream
- Rivers Cuomo van Weezer
- Adam Levine van Maroon 5
- Michel Polnareff
- Ron Tyson van The Temptations
- Myles Kennedy
- Jay Siegel
- Russell Mael van Sparks (band)

Zangeressen die vaak hun kopstem gebruiken: 
- Lily Allen
- Minnie Riperton
- Kate Bush
- Babette van Veen
- Janet Jackson

- Jennifer Ewbank
- Christina Milian
- Joan Baez
- Aurora Aksnes
- Debbie Harry van Blondie

- Joni Mitchell
- Katie Melua
- Maria Mena
- Dodie Clark
- Karen, Kristel en Kathleen van K3

en alle klassieke zangeressen. Ook in jazz wordt door vrouwen vaak gebruikgemaakt van de kopstem (in de definitie dat kopstem niet alleen hoog is).